# Sângătin, Sibiu
Sângătin (în dialectul săsesc Klinonyeten, Engeten, în germană Klein-Enyed, Kleinegidsdorf, în maghiară Kisenyed, Szászenyed) este un sat în comuna Apoldu de Jos din județul Sibiu, Transilvania, România. Se află în partea de vest a județului.

## Imagini

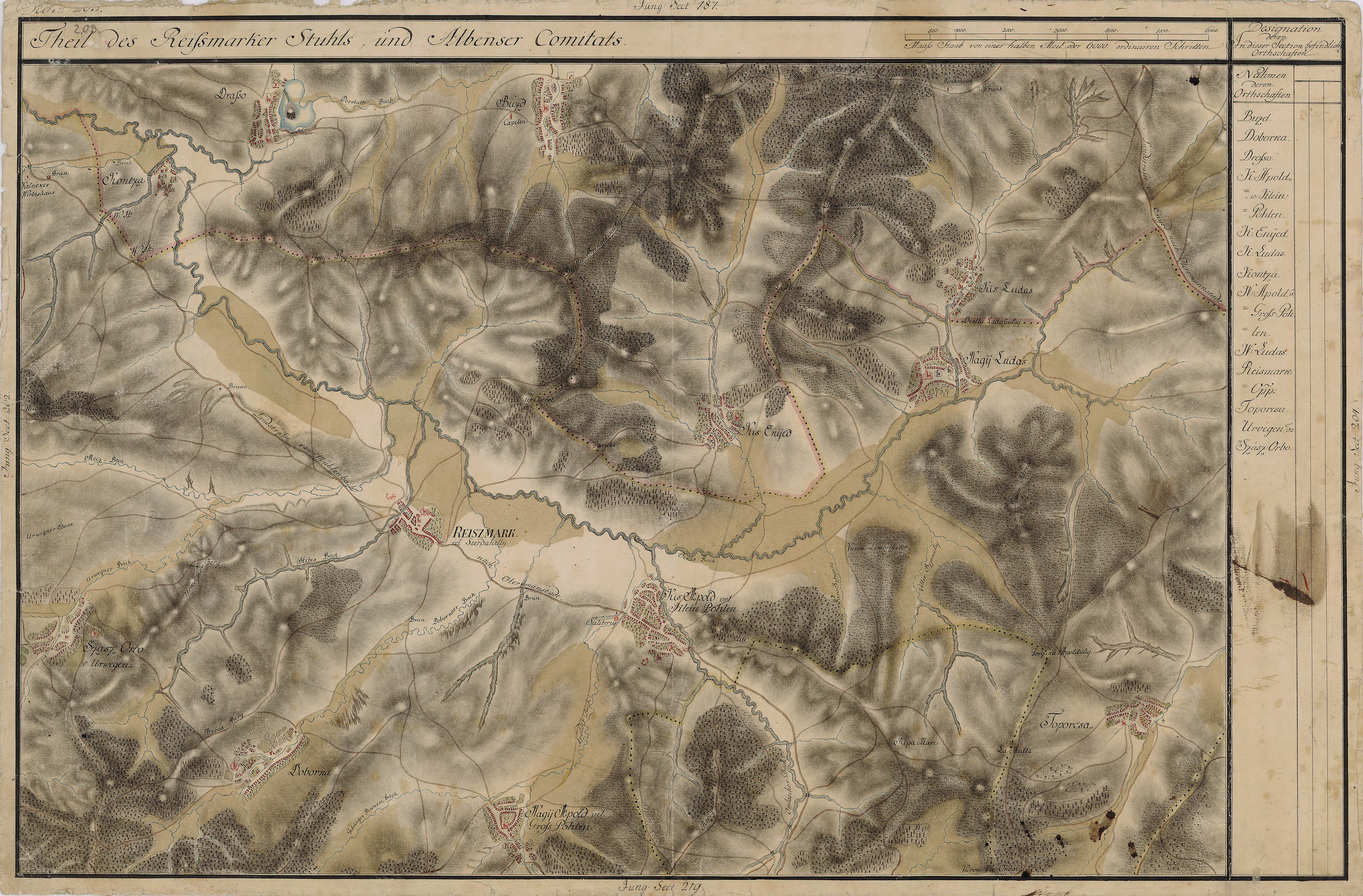
Sângătin în Harta Iosefină a Transilvaniei, 1769-1773
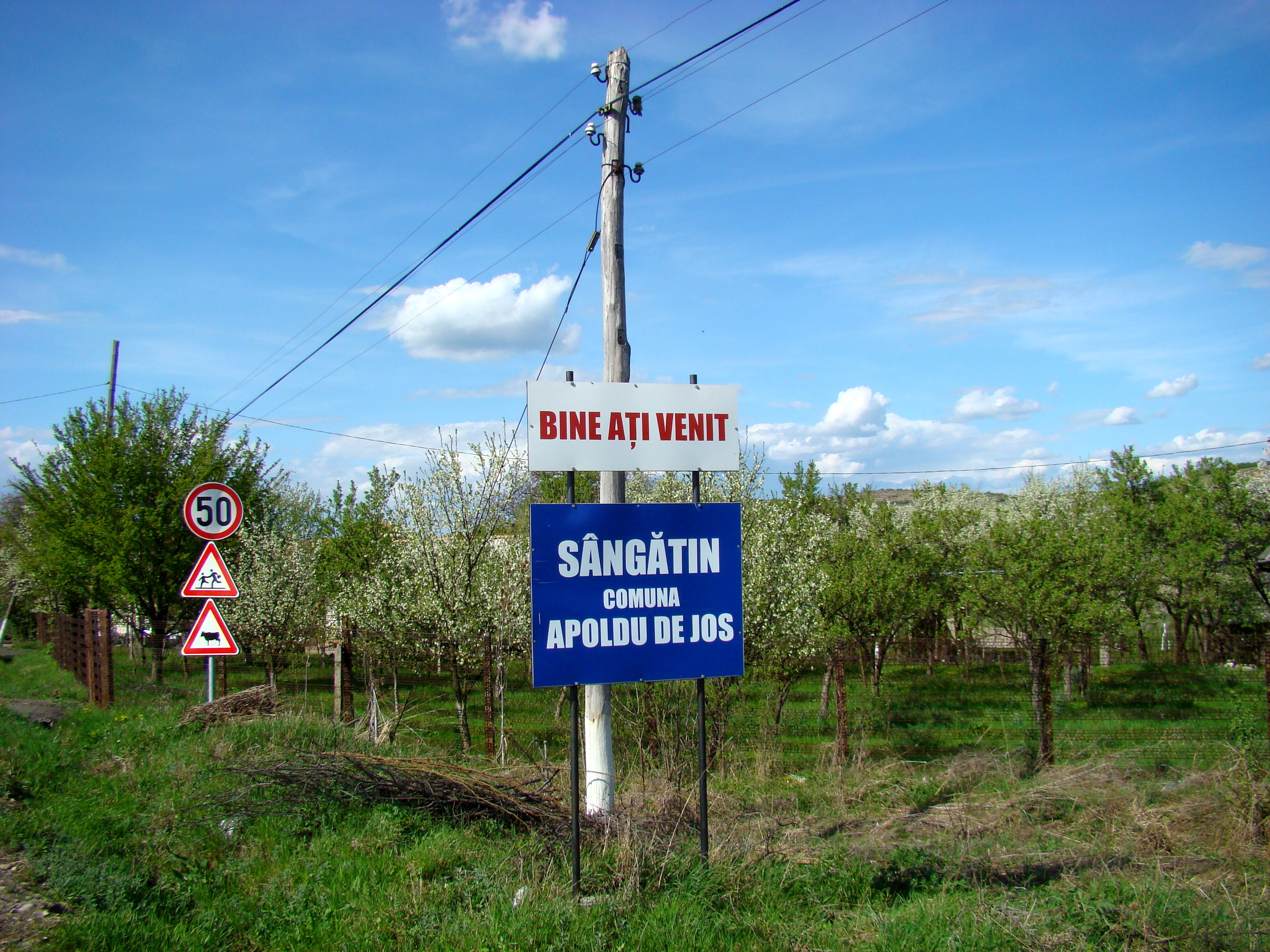
Intrarea în localitate
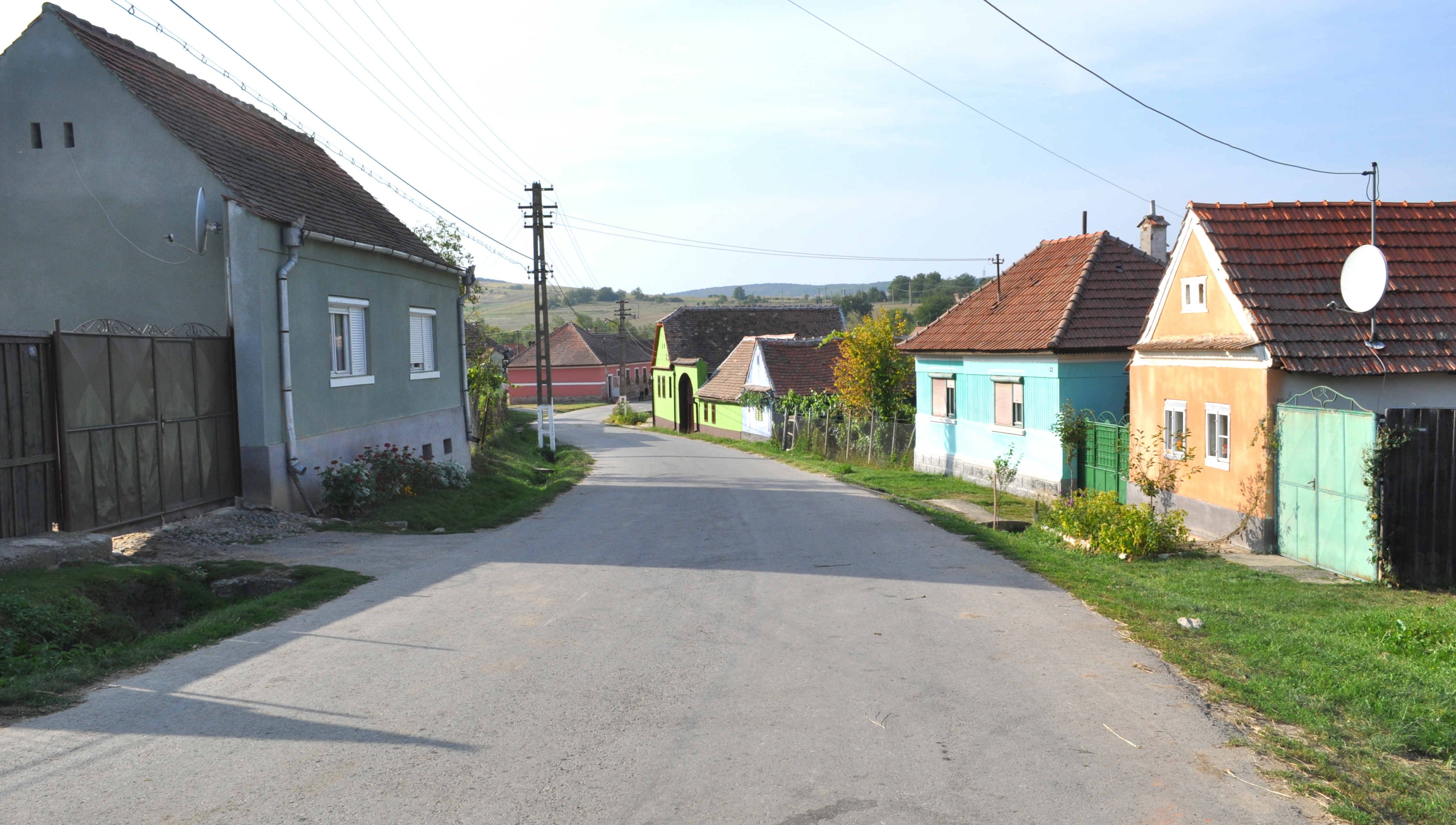
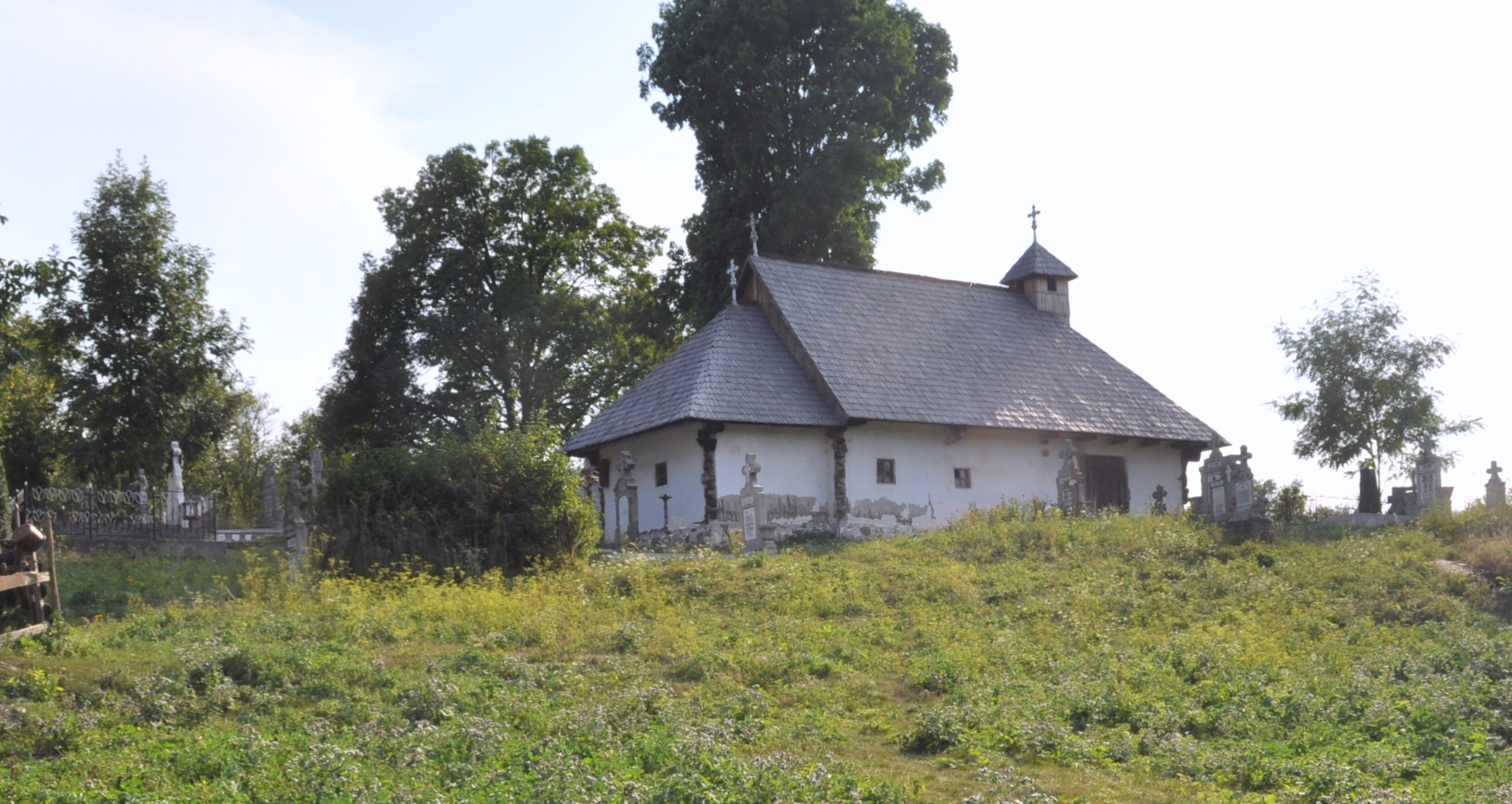
Biserica ortodoxă de lemn „Sfinții Arhangheli Mihail și Gavriil”
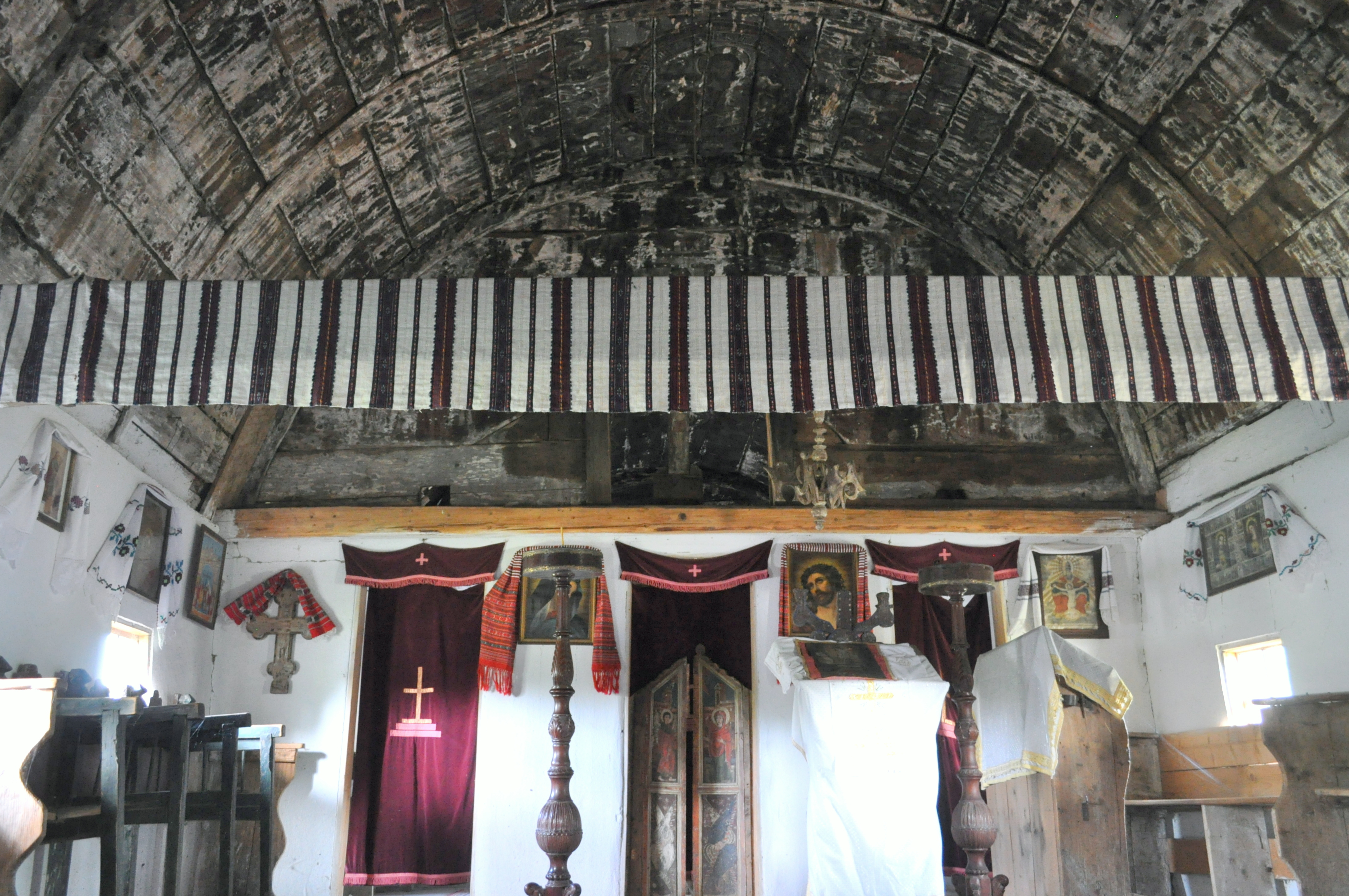
Biserica ortodoxă de lemn „Sfinții Arhangheli Mihail și Gavriil”
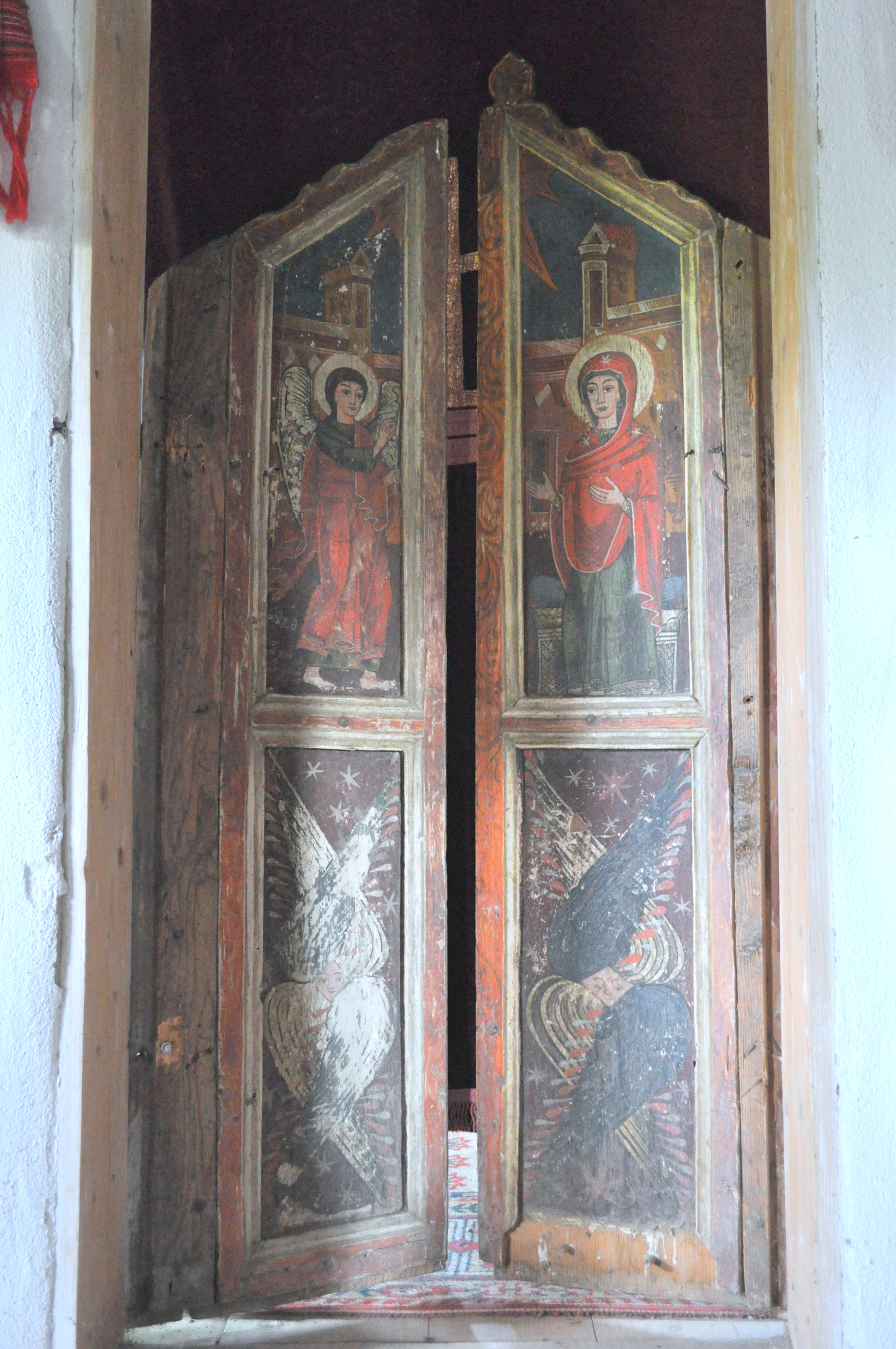
Uși împărătești
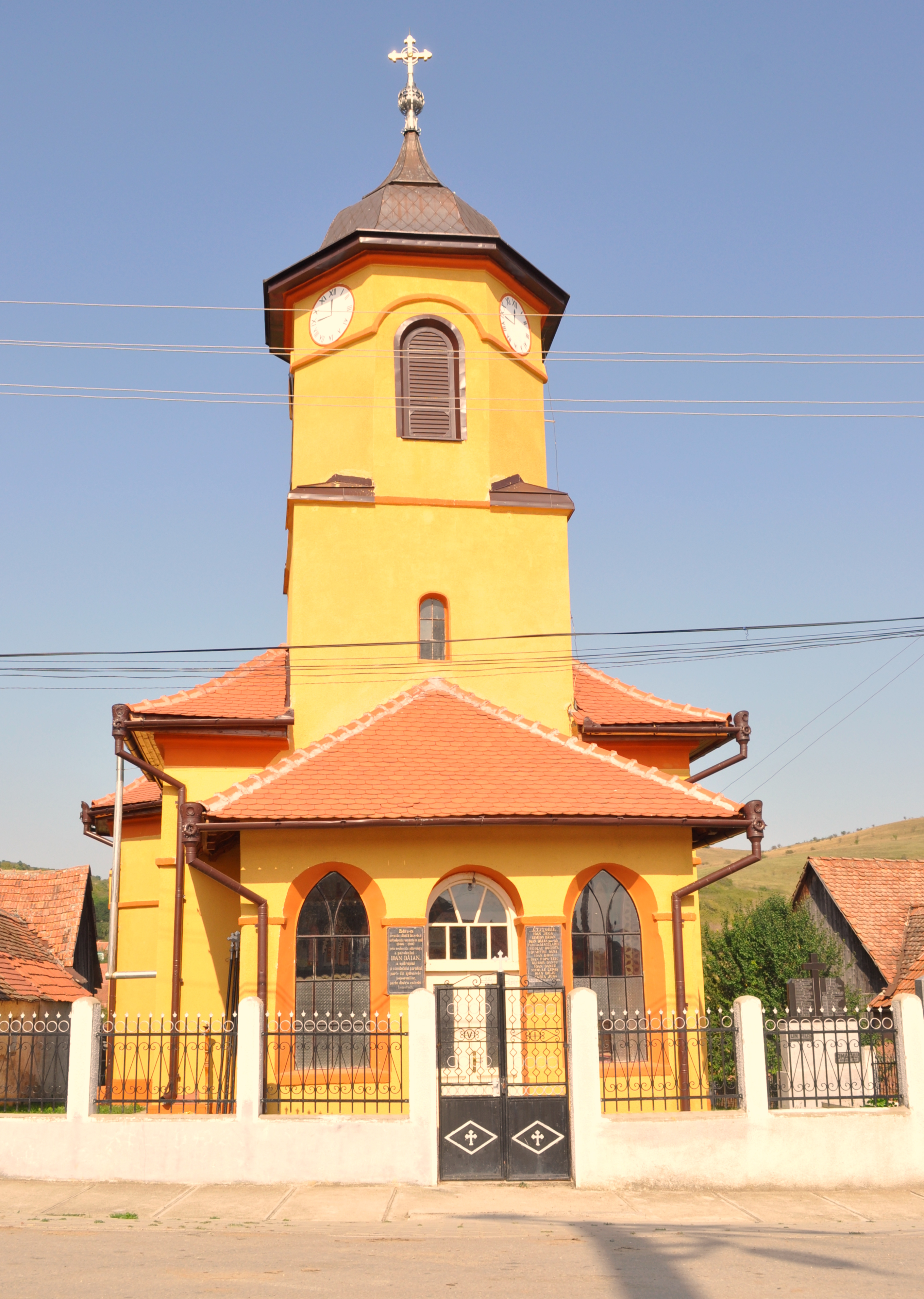
Biserica ortodoxă „Sfinții Apostoli Petru și Pavel”
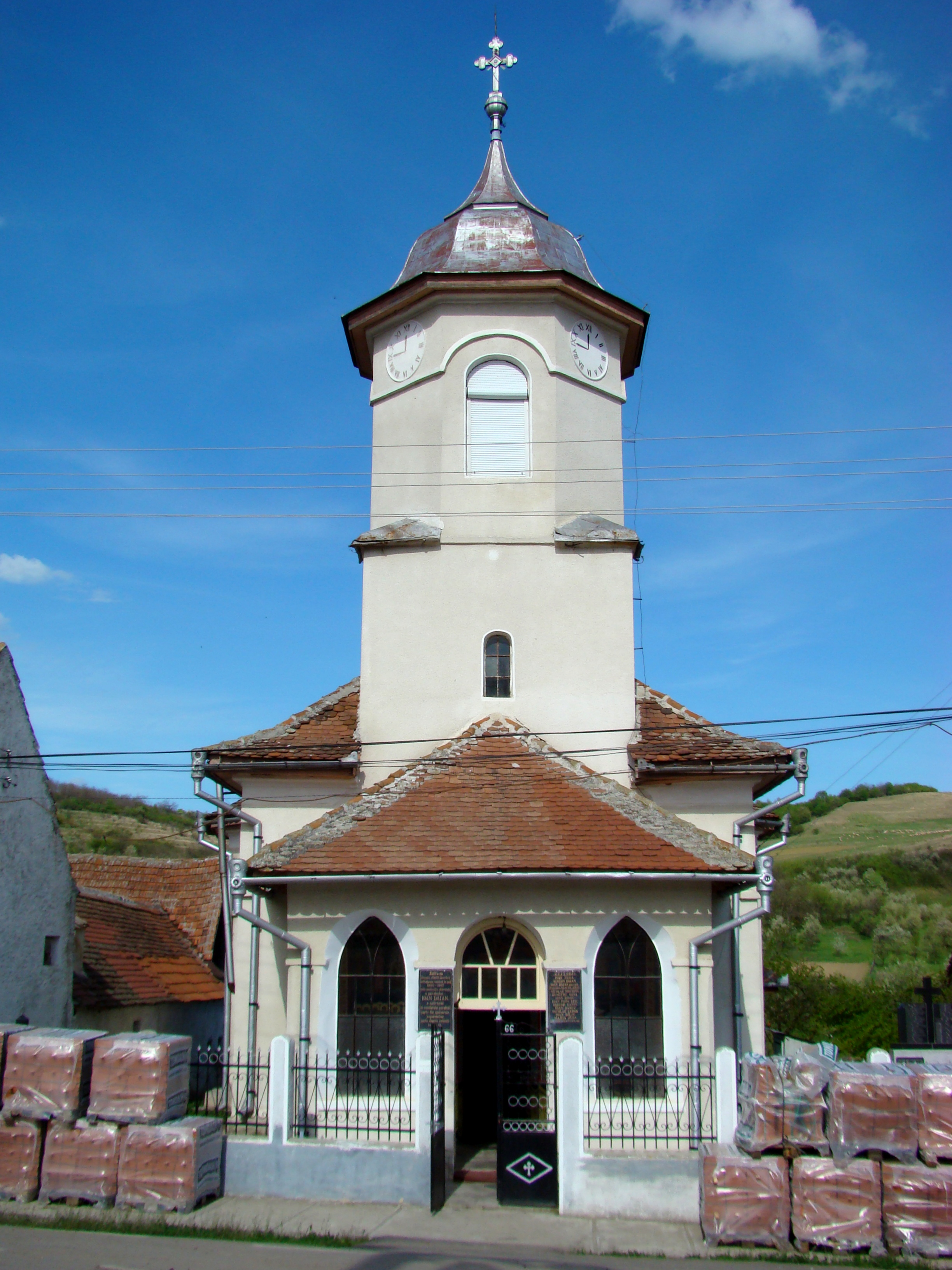
Înainte de renovare
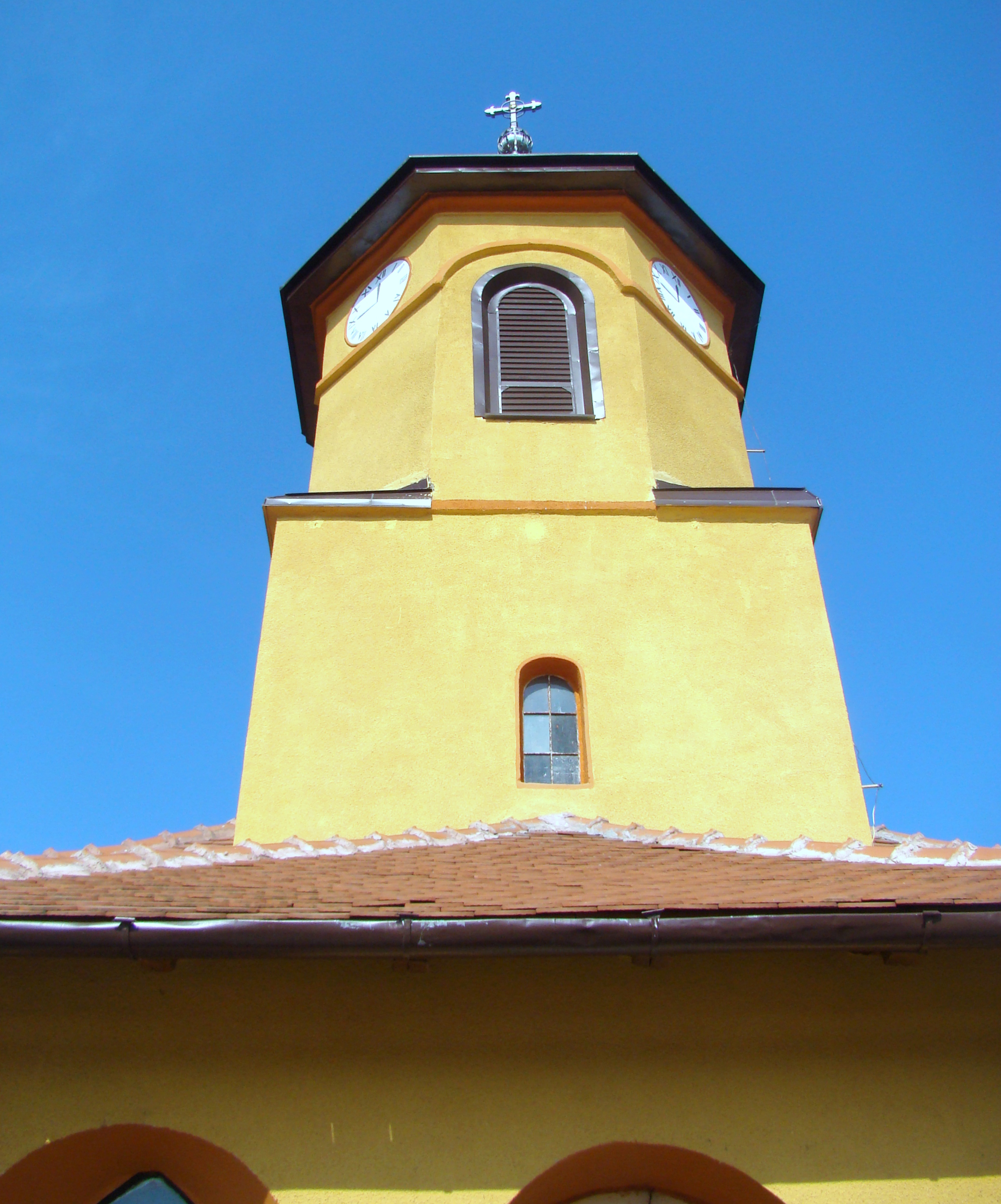
Turnul-clopotniţă
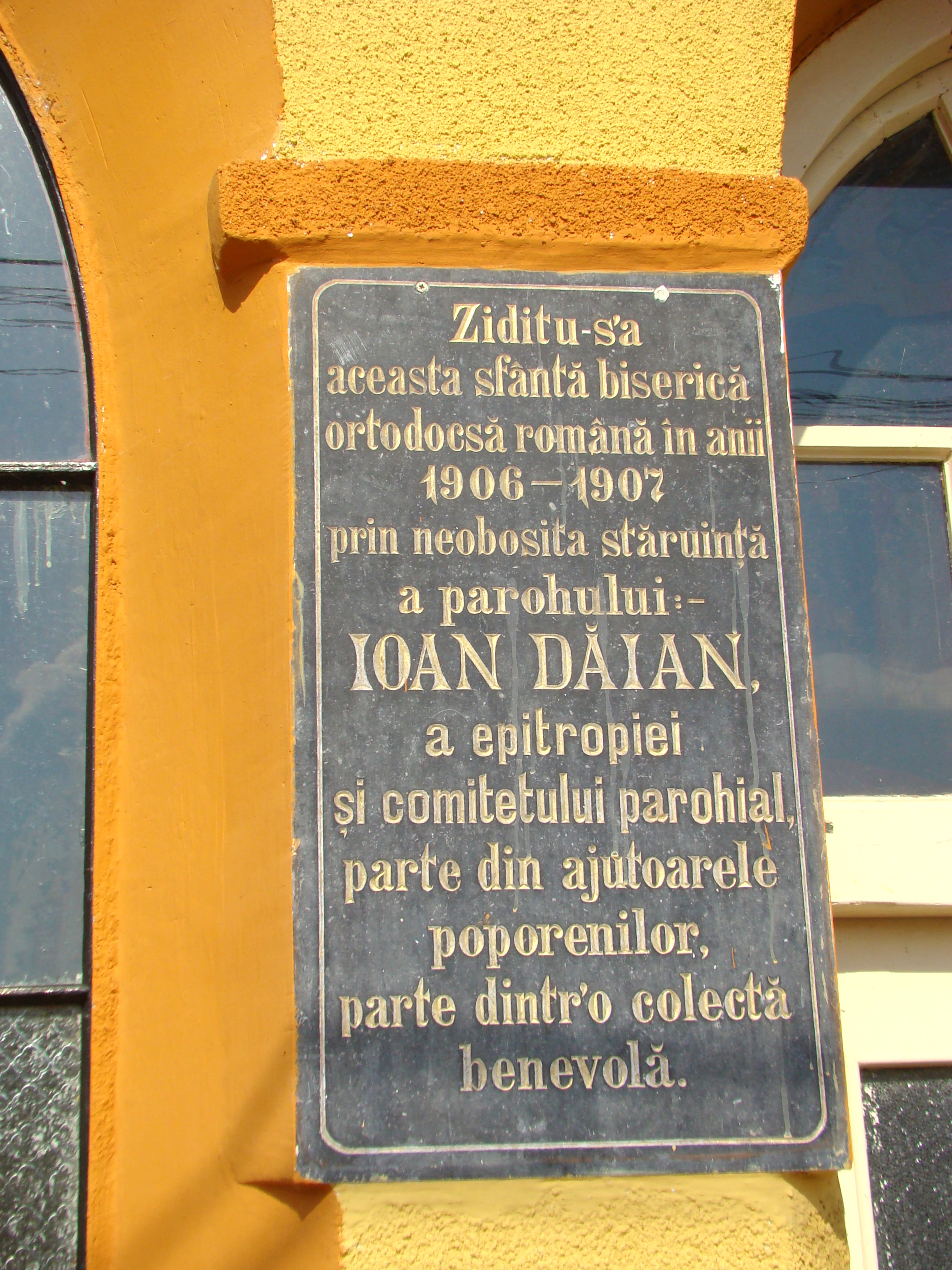
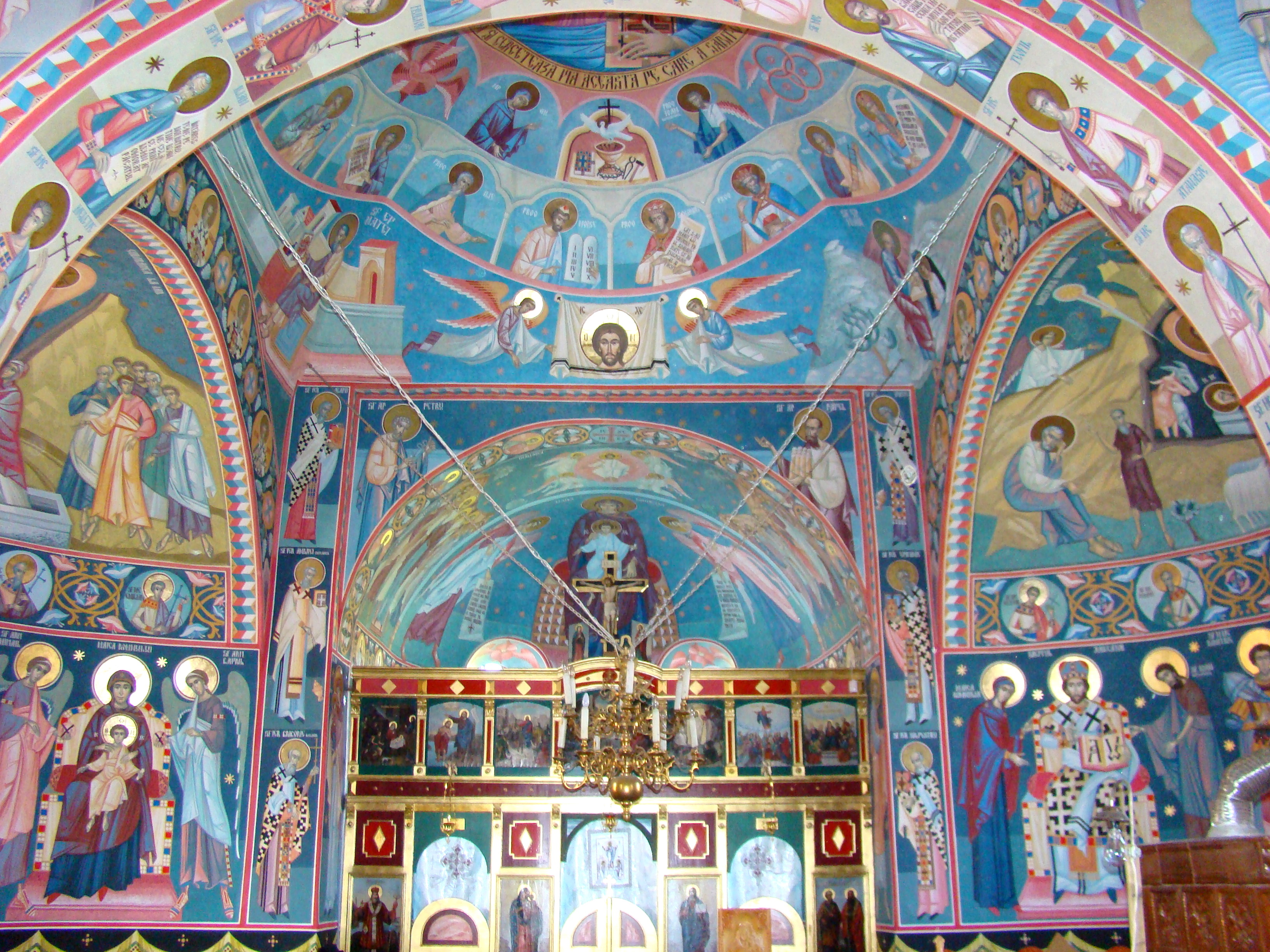
Interior
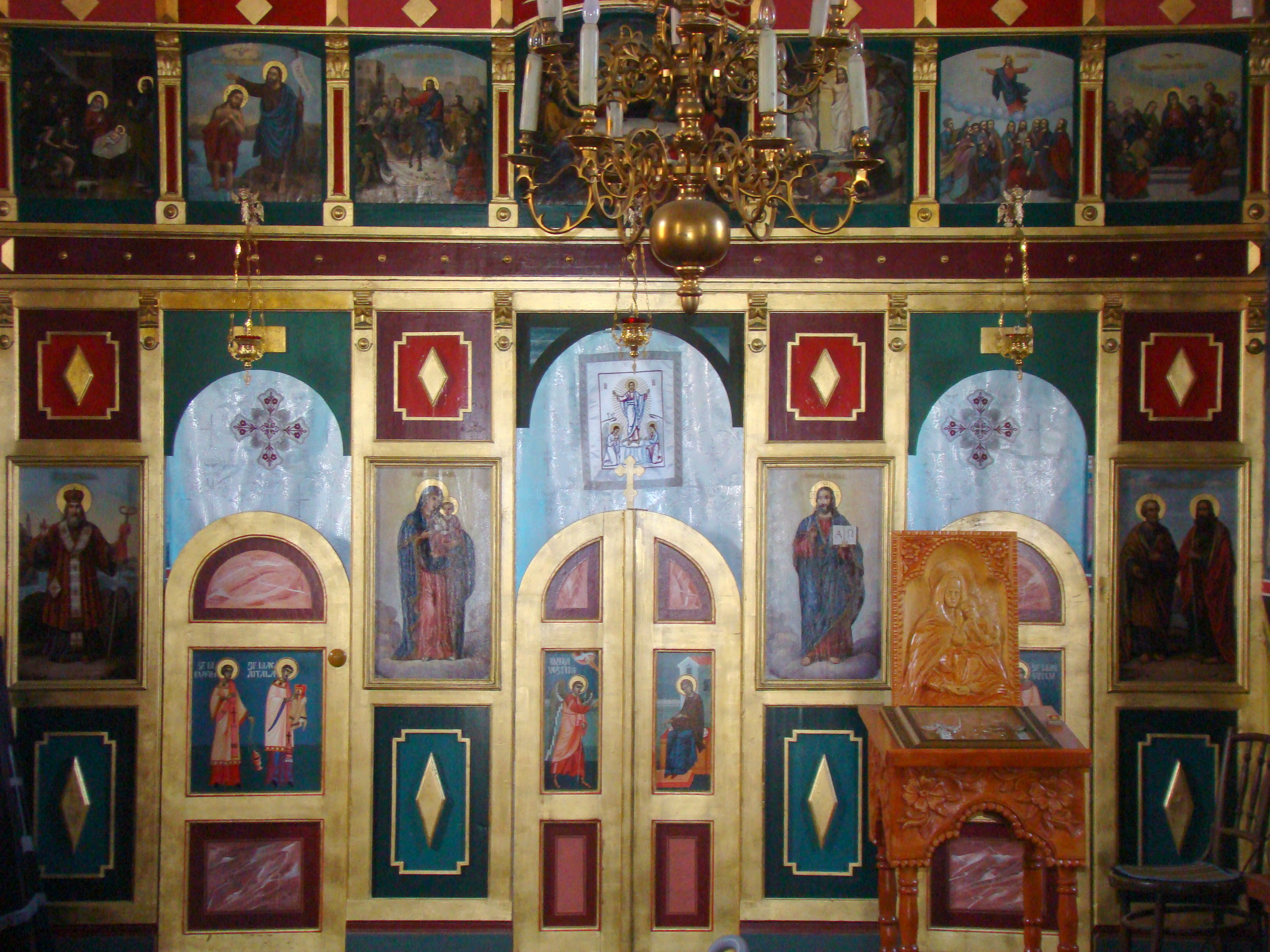